# Writing on the Walls
«Writing on the Walls» es el primer sencillo y novena canción del quinto álbum de estudio de Underoath, Define the Great Line. La canción está dirigida a cristianos, diciéndoles que no traten de buscar consuelo en un mundo pecador.

## Vídeo
En el vídeo, la banda toca la canción en el sótano de una extraña y pequeña casa. Mientras la banda toca, ocurren extraños eventos dentro de la casa, como un hombre matando a otro, y dos niños enamorados practicando ballet y gimnasia.
- Datos: Q6168366